# Иеродулы
Иеро́дулы (греч. ίερόδουλοι от др.-греч. ἱερός «священный» + δοῦλος «раб») — в Древней Греции слуги храма и вообще все, кто в храме нёс какую-нибудь службу по доброй воле или будучи поставлен кем-либо. Чаще всего термин применялся к женщинам, которые отдавались посетителям храма (см. храмовая проституция).
Добровольным иеродулам приписывается восточное происхождение. В более тесном смысле иеродулами назывались лица, которые, вместе с потомками, были завещаны храмам в вечную собственность, работали на храмовых землях и исполняли низшие службы в храмах. Иеродулы женского пола иногда обязаны были отдаваться посетителям храма за принесенный божеству дар. Последний обычай господствовал в переднеазиатских городах и в Коринфе, между тем как в прочей Греции, танцовщицы и гетеры не могли быть иеродулами. Жрицы Венеры Эрицины (Эрикской) на Сицилии имели особых иеродул, которые были девственницами.